# Clear Lake (Iowa)
Clear Lake – miasto w Stanach Zjednoczonych, w stanie Iowa, w hrabstwie Cerro Gordo.

## Demografia
W 2000 liczyło 8161 mieszkańców. W 2023 liczba mieszkańców spadła do 7567 osób, a gęstość zaludnienia poniżej 225 osób/km².

## Katastrofy lotnicze
To na jego terenie doszło do katastrofy lotniczej zwanej Dniem, w którym umarła muzyka.